# Wolfgang Schwark
Wolfgang Schwark (* 20. März 1942 in Kiel) ist ein deutscher Pädagoge und Hochschullehrer.

## Leben
Schwark studierte an der Pädagogischen Hochschule Dortmund und trat anschließend in den Schuldienst in Nordrhein-Westfalen ein. Von 1965 bis 1969 studierte er parallel zum Schuldienst an der Ruhr-Universität Bochum Pädagogik, Publizistik und Sozialpsychologie. Seine Promotion zum Dr. phil. erfolgte dort 1972 mit der Dissertation Die Berufsrolle des Volksschullehrers im Spiegel seiner Verbandszeitschriften, dargestellt am Beispiel der "Katholischen Frauenbildung", des "Katholischen Erziehers" und der "Allgemeinen Deutschen Lehrerzeitung" (1950-1970).
Nach seiner Promotion war Schwark zunächst als wissenschaftlicher Assistent an der Pädagogischen Hochschule Ruhr tätig, bevor er 1974 zunächst zum Dozenten, 1977 zum Professor für Schulpädagogik an der Pädagogischen Hochschule Freiburg ernannt wurde. Von 1982 bis 1990 sowie wieder von 1998 bis 2008 bekleidete er das Amt des Rektors an der Hochschule. Von 1998 bis 2008 war er zugleich Vorsitzender der Landesrektorenkonferenz der Pädagogischen Hochschulen in Baden-Württemberg.
Schwarks ehrenamtliches Engagement erstreckt sich über Tätigkeiten im Landesschulbeirat, beim Studentenwerk Freiburg, in der Gesellschaft christlich-jüdischer Zusammenarbeit, in der Gewerkschaft Erziehung und Wissenschaft, sowie im Bildungsrat des Landes Baden-Württemberg und im Rundfunkrat des Südwestrundfunks.
2009 wurde Schwark für seine Verdienste mit dem Bundesverdienstkreuz 1. Klasse ausgezeichnet, 2013 verlieh ihm die Pädagogische Hochschule Heidelberg die Ehrensenatorenwürde.

## Schriften
- Praxisnahe Unterrichtsanalyse. Ravensburg 1977: Maier. ISBN 3-473-60413-5.
- Beurteilen und Benoten in der Grundschule: Bestandsaufnahme und Anregungen für die Praxis. München 1986: Ehrenwirth. ISBN 3-431-02745-8.